# Uri Ilan
Uri Ilan (hebrejsky אורי אילן‎, ‎17. února 1935, Gan Šmu'el – 13. ledna 1955, Damašek) byl izraelský voják, který spáchal sebevraždu v syrském vězení poté, co byl zajat během tajné vojenské operace na Golanských výšinách. V Izraeli se stal symbolem odvahy a patriotismu.

## Život
Narodil se v roce 1935 v kibucu Gan Šmu'el v tehdejší britské mandátní Palestině (dnešní Izrael). Jeho matkou byla sionistická aktivistka a poslankyně Fajge Ilanit, zatímco jeho pradědou talmudista a roš ješiva telšské ješivy Šimon Škop. V roce 1953 narukoval k pěchotní brigádě Golani.
Spolu s dalšími čtyřmi vojáky z jeho jednotky byl 8. prosince 1954 zajat u města Kunejtra na Golanských výšinách, kam byli vysláni v rámci tajné operace, při níž měli vyzvednout nahrávky ze zařízení, které odposlouchávalo syrskou komunikaci. Vojáci byli následně převezeni do Kunejtry a posléze k výslechu do vězení v Damašku. Zde je Syřané rozdělili do samostatných cel a mučili je. V rámci uplatnění metod psychologického boje řekli každému z vojáků, že jeho druzi již byli všichni oběšeni na náměstí v Damašku, a že jediný způsob, jak se mohou zachránit, je mluvit. Ilan po zhruba pěti týdnech spáchal ve své cele 13. ledna 1955 sebevraždu a oběsil se na laně, které vyrobil z prostěradla. Ve svém oblečení ukryl vzkaz své zemi a rodině. Nejslavnější z těchto poznámek obsahovala hebrejskou větu .לא בגדתי. התאבדתי‎, což v překladu znamená „Nezradil jsem. Zvolil jsem sebevraždu.“
Jeho ostatky byly následně navráceny do Izraele, kde byly druhý den pohřbeny v jeho rodném kibucu. Jeho sebevražda a poznámky, které za sebou zanechal, vyvolaly v Izraeli velkou vlnu smutku a zároveň národní hrdosti. Jinak tomu bylo se čtyřmi zbývajícími vojáky. Jeden z nich, Me'ir Moses, nevydržel fyzické a psychické mučení a Syřanům vyzradil lokalitu odposlouchávacího zařízení. Čtveřice vojáků se nakonec vrátila do Izraele 29. března 1956 výměnou za 40 zajatých syrských vojáků. Po návratu byl Moses degradován do hodnosti vojína a souzen pro vlastizradu. Hodnost mu byla navrácena po šestidenní válce a omilostnění se dočkal až v roce 2005 z rukou prezidenta Moše Kacava.